# Географија (Птолемеј)
Географија или Приручник географије (стгрч. Γεωγραφικὴ Ὑφήγησις; лат. Geographia или старији назив Cosmographia), најважније Птолемејево дело изузевши Алмагест. То је збирка онога што је било познато о географији света у Римском царству у 2. веку. Птолемеј се углавном ослањао на радове ранијег географа Мариноса из Тира, као и на географске лексиконе Римског и Персијског царства, мада је већина његових извора који се односе на границе изван Царства непоуздана.

## Књиге
Географија се састоји од два дела: прву књигу чини расправа о подацима и коришћеним методама; а друга, трећа, четврта и пета књига чине атлас. Изворно дело састојало се од карата, али су оне због тешкоћа при преписивању избачене током преноса рукописа. Дело су открили и користили током векова многи познати људи широм света. Арапски писац и географ Ал-Масуди, док је писао око 956. године, споменуо је обојену карту из Географије која је имала уцртаних 4530 градова и преко 200 планина. Византијски монах Максим Плануд пронашао је копију Географије 1295. године, а како није било карата у његовој копији, одлучио је нацртати властите карте на темељу координата пронађених у тексту. У Фиренци је 1397. године Емануел Кризолора дао копију Палу Строцију. Први превод на латински — лат. Geographia Claudii Ptolemaei — сачинио је 1406. године Фирентинац Ђакомо да Скарпериа (лат. Jacobus Angelus), па су од тада настали бројни преводи на друге језике доступни широм света.
Као и с моделом Сунчевог система у Алмагесту, Птолемеј је све информације објединио у велику шему. Свим местима и географским обележјима која је познавао доделио је координате, поставивши их у мрежу која се простирала по читавом глобусу. Географску дужину мерио је од екватора као и данас, али ју је Птолемеј више волио изразити у форми трајања најдужег дана уместо употребе лучних степени (дужина најдужег дана се повећава од 12ч до 24ч како се иде од екватора према поларном кругу). Нулти меридијан поставио је на најзападнију тада познату земљу, Канарска острва.

## Принципи картографирања
Птолемеј је такође измислио и осигурао инструкције за израду карата како читавог насељеног света (oikoumenè) тако и римских провинција. У другом делу Географије припремио је потребне топографске пописе и наслове карата. Његова се oikoumenè простирала 180 степени географске дужине од Канарских острва у Атлантском океану па све до Кине, затим 80 степени географске ширине од Арктика до Источне Индије и ка југу дубоко у Африку; Птолемеј је био свестан чињенице да познаје само четвртину земаљске кугле.
Карте темељене на научним принципима израђивале су се од Ератостеновог времена (3. век п. н. е.), али је Птолемеј усавршио пројекције. Зна се да је карта света заснована на Географији била приказана у Аутуну у Галији у позном римском периоду.

## Рецепција у ренесанси
Птолемејев текст стигао је из Византије у Италију око 1400. године. Прво штампано издање, вероватно је објављено 1477. у Болоњи, била је прва штампана књига с гравираним илустрацијама. Уследила су многа издања (која су често у почетку била у дрворезу) од којих су нека следила традиционалне верзије карата, док су их друга допуњавала. Издање штампано 1482. у Улму било је прво издање које је штампано северно од Алпа. Године 1482. Франческо Берлинхери штампао је прво издање на италијанском народном језику. Карте су изгледале изобличене у поређењу с модерним картама, јер су Птолемејеви подаци били непоуздани. Један од разлога била је Птолемејева погрешна процена величине Земље, коју је проценио премаленом: док је Ератостен проценио за дужину једног степена на глобусу на 700 стадијума, Птолемеј у Географији користи дужину од 500 стадијума. Не зна се јесу ли наведени географи користили једнаку меру стадијума, али ако се претпостави да су се обојица придржавала традиционалног атичког стадијума који је износио 185 метара, онда је старија процена за 1/6 превелика, а Птолемејева вриједност за 1/6 премалена. Будући да је Птолемеј све своје топографске координате изводио претварањем мерених удаљености у углове, његове су карте биле изобличене. Његове су вредности географске ширине стога правиле грешку до 2 степена. За географску дужину та су одступања била још и гора, јер није постојала поуздана метода одређивања географске дужине; Птолемеј је био врло свестан тога. Штавише, то је остао главни проблем у географији све до открића поморског хронометра на крају 18. века. Птолемејева изворна топографска листа данас се не може реконструисати: дугачке таблице испуњене бројевима преносиле су се касније кроз разне копије које су садржавале бројне преписне грешке, а многи су додавали и исправљали топографске податке: то је доказ трајне популарности овог утицајног дела у историји картографије.